# El giravolt de maig
El giravolt de maig és una òpera còmica d'Eduard Toldrà, amb llibret de Josep Carner i figurins de Xavier Nogués. Va ser l'única òpera que va compondre Toldrà, que la va dedicar a Amadeu Vives, i consta d'un acte i deu escenes d'una durada de 80 minuts amb un teixit en què es combina la música, la poesia, els personatges i la fantasia argumental creant una trama simbòlica, atraient i divertida. S'estrenà al Palau de la Música Catalana de Barcelona el 27 d'octubre de 1928. Posteriorment s'interpretà al Liceu de Barcelona el 12 de maig de 1938. És una irònica glosa del retorn a l'ordre després de sentir les temptacions del canvi i l'aventura.

## La gestació de l'obra
La idea de fer aquesta òpera va sorgir durant una de les sessions musicals organitzades per Manuel Clausells Vilasaló (1889 - 1936), secretari de l'Associació de Música "da Camera", que amb la col·laboració de Francesc Martí i Marsà van dur a terme un cicle de concerts al Palau de la Música anomenats Concerts Blaus. Aquestes sessions musicals de caràcter selectiu i íntim van gaudir de gran prestigi en el món musical de la Barcelona dels anys vint. En el període de 1926 - 27 es realitzà una nova sèrie sota el títol Els poetes i els músics. Cada sessió estava dedicada a un poeta i a un músic dels més destacats de l'època, i allà es recitaven poesies i es cantaven cançons inspirades en les seves lletres.

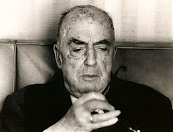
Josep Carner, 1970

El 23 de gener de 1927 el poeta convidat va ser Josep Carner, així com el ja famós músic Eduard Toldrà. El poeta noucentista recità els seus últims millors poemes i es van cantar tres cançons del compositor vilanoví amb lletres del poeta: A muntanya, Cocorococ i Recança. Al final del recital Carner va manifestar a Toldrà, a Clausells i a Martí que tenia al cap un projecte d'escriure un llibret adient per fer-ne una òpera còmica, curta però molt original pel seu ambient i personatges. Sense pensar-s'ho gaire va demanar a Toldrà si es comprometia a compondre la música i aquest va acceptar amb entusiasme l'oferiment, pensant que la idea podria ser un fet molt important en el panorama de la música catalana.
La feina i la gestació del projecte va ser llarga, ja que el poeta Carner no gaudia de ser un puntual complidor dels seus compromisos, però la constant pressió del mecenes Clausells sobre el poeta i el músic, obtingué, després de molts contactes, correspondència i converses, la definitiva proposta del llibret de Carner i de les partitures de Toldrà. Aquí va començar una seriosa col·laboració i Carner i Toldrà es van entendre de seguida. A principis del 1928 es va acabar l'òpera El Giravolt de Maig, després de 21 mesos i 4 dies exactes de la proposta feta en la sessió dels Concerts Blaus del dia 23 de gener de 1927.

## Context

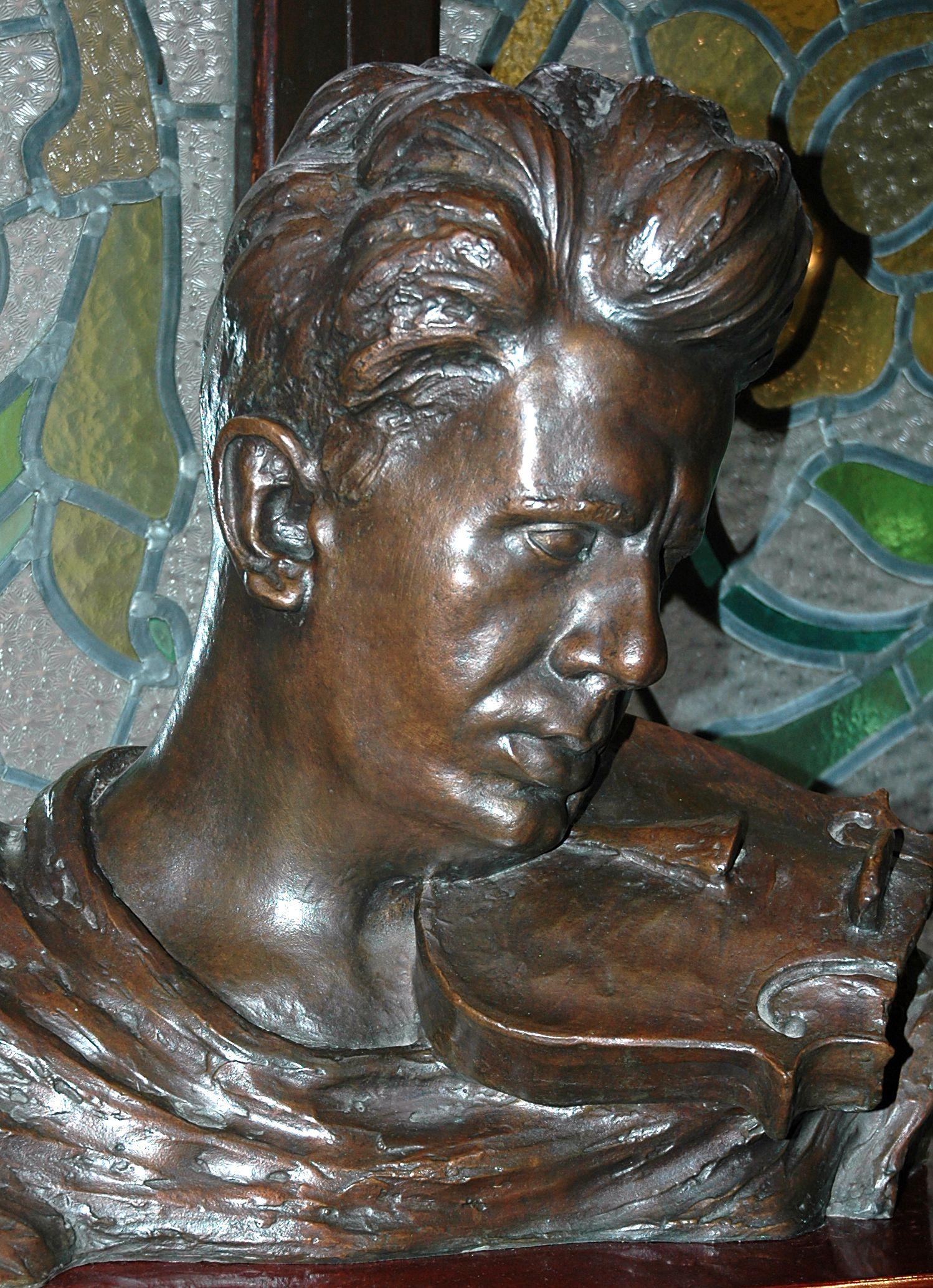
Bust d'Eduard Toldrà al Palau de la Música Catalana

La qualitat de la música de Toldrà va ser un punt de partida de cara al futur de la música lírica catalana en el camp de l'òpera, que era gairebé inexistent en aquells anys de les primeres dècades del segle. Amb El Giravolt, Toldrà i Carner defineixen unes directrius i uns elements del que podria ser la lírica operística catalana. Músic i poeta vivien precisament immersos en una etapa esplendorosa del panorama intel·lectual i artístic català sacsejat per noves corrents i noves idees de renovació i modernització com l'impressionisme, el cubisme i el surrealisme, entre molts d'altres “ismes”. Un dels corrents que van sorgir a Catalunya va ser el Noucentisme, centrat especialment en la poesia, literatura, filosofia i també amb la música i la pintura. Els músics Eduard Toldrà i Frederic Mompou, entre d'altres, van ser algunes de les seves grans figures, així com els escriptors Eugeni d'Ors, Josep Carner i Carles Riba.
L'òpera El Giravolt de maig és una important mostra d'un art fidel als nous valors del noucentisme. Entorn dels sis personatges ben diferenciats que hi apareixen es viu una fugaç i divertida trama d'intriga i aventura sota la rauxa màgica d'una nit primaveral. Els sentiments, les passions i els desigs transformen els personatges reals per l'ànsia de viure per unes hores el que voldrien ser i que en realitat no ho són. Amb les primeres clarors de l'alba d'un nou dia el seny s'imposa i els retorna a la realitat de la seva autèntica vida quotidiana. El seny i la rauxa, que marquen el caràcter del poble català, són els dos grans sentiments que apareixen en l'òpera i els autors hi profunditzen amb la gràcia i la picardia d'un joc construït per a divertir. El text de Carner i la inspirada música de Toldrà ens reflecteixen l'època amb un llenguatge modern, ple de claredat, lirisme i color, que el mateix mestre Toldrà va qualificar com “La meva cançó més llarga".

## Estrena i posterior repercussió

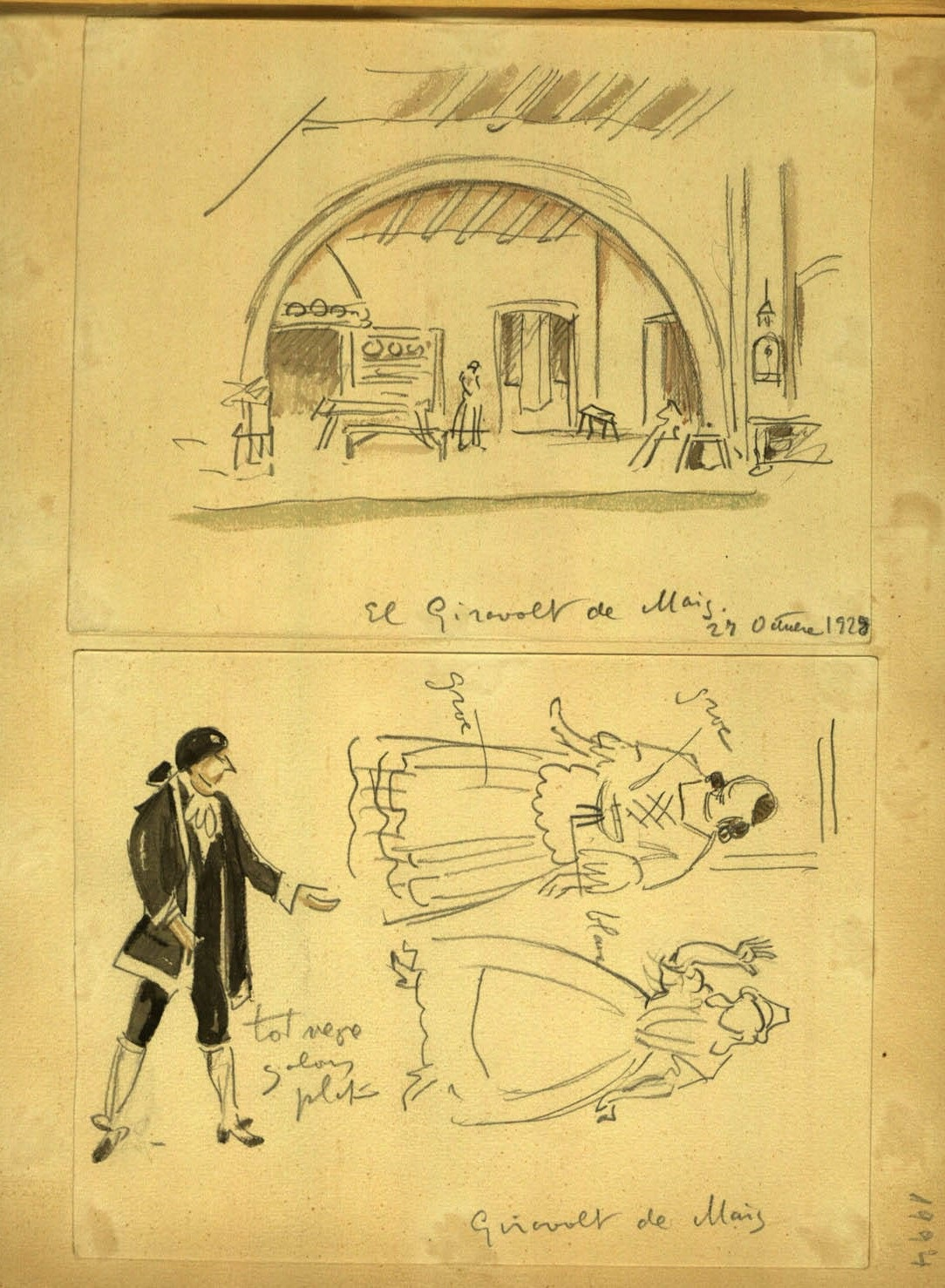
Dibuix del Giravolt de Maig de Joaquim Renart

El Giravolt de maig es va estrenar solemnement el 27 d'octubre del 1928 al Palau de la Música Catalana sota la direcció musical del mestre Toldrà; la direcció escènica d'Enric Giménez; els figurins i decorats de Xavier Nogués i els cantants Mercè Plantada (Rosaura), Concepció Callao (Jovita), Emili Vendrell (Golferic), Conrat Giralt (Perót de l'Armentera), Joan Barrabés (Marcó), Valentí Capdevila (Corvetó) i Francesc Torra (la veu d'un pastor que canta Mes de maig). L'eminent escriptor Carles Soldevila va ser l'encarregat de la presentació i l'èxit de l'estrena va ser apoteòsic. L'entusiasme i els elogis a Carner i Toldrà de les personalitats més representatives del moment es van manifestar de manera unànime celebrant un esdeveniment que marcava un inici prometedor de la música operística de caràcter nacional català. L'èxit de l'obra es va repetir en diverses ocasions i al Gran Teatre del Liceu es va representar abans i després de la guerra, l'última funció va ser l'any 1963 en homenatge al gran músic vilanoví desaparegut.
Al llarg del temps El Giravolt de maig ha estat aplaudit en moltes ciutats de Catalunya. Fins i tot, durant la dictadura franquista l'òpera va ser estrenada en versió castellana al Teatro de la Zarzuela de Madrid amb el títol de MAYO. Consta que el públic i la crítica musical madrilenya van quedar captivats per la fina ironia dels personatges de Carner i pel valor de la música de Toldrà.

## Argument i personatges

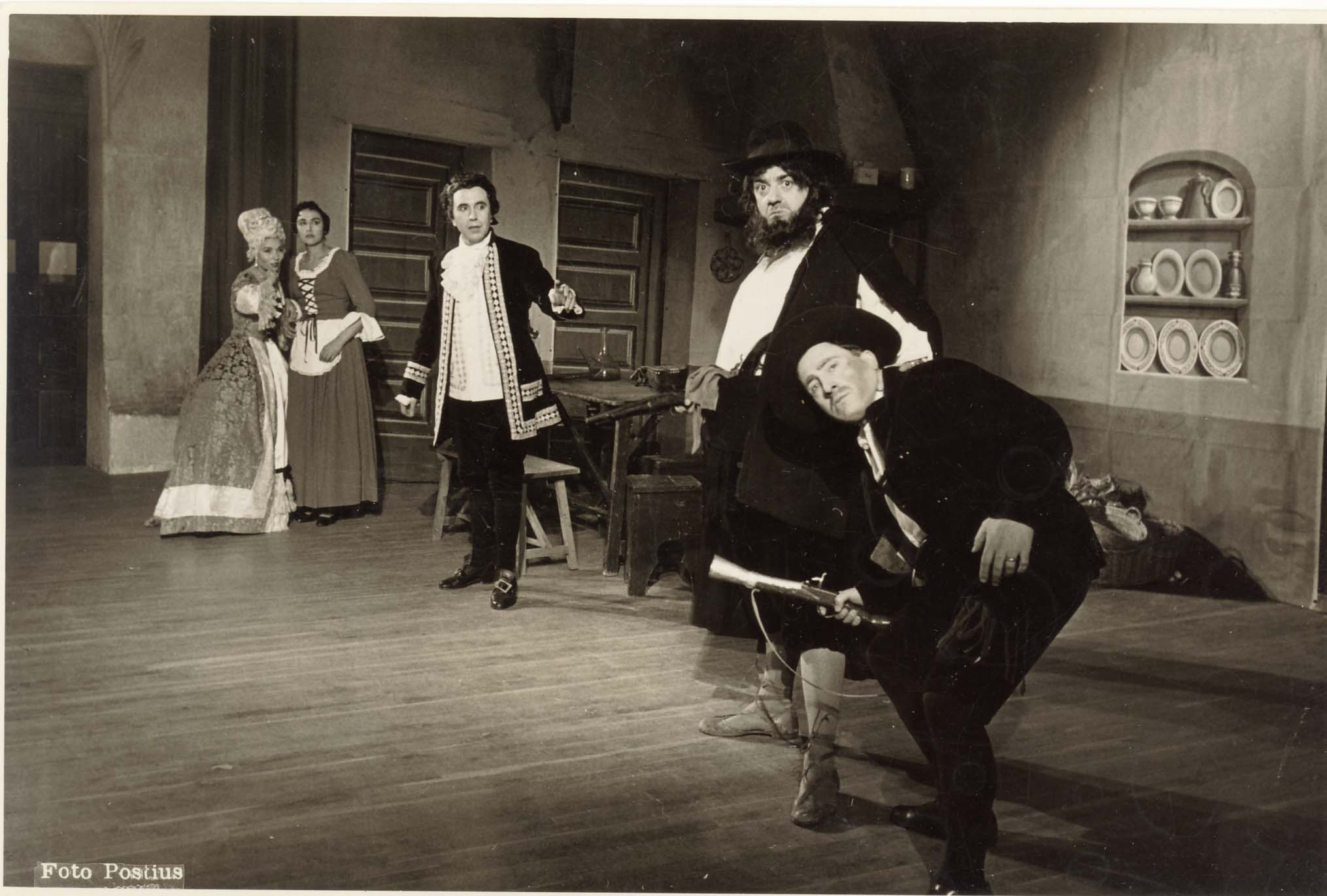
Gaietà Renom en el paper de Golferic del Giravolt de Maig el 1959

L'acció se situa en un hostal de muntanya una nit de maig a mitjans del segle xviii. Els característics personatges de l'obra senten la rauxa de la primavera i somien en allò que voldrien ser fins que la llum del nou dia els fa retornar al seny de la seva realitat quotidiana. Els personatges que hi apareixen són els següents:
| Paper                                      | Tessitura | Intèrprets de l'estrena (27 d'octubre de 1928) |
| ------------------------------------------ | --------- | ---------------------------------------------- |
| Rosaura, una ballarina                     | soprano   | Mercè Plantada                                 |
| Jovita, l'hostalera                        | contralt  | Concepció Callao                               |
| Golferic, seminarista en posat de cavaller | tenor     | Emili Vendrell i Ibars                         |
| Perot de l'Armentera, lladre de camí ral   | baix      | Conrad Giralt                                  |
| Marcó, servent a l'hostal                  | tenor     | Joan Barrabés                                  |
| Corvetó, lladre de la colla del Perot      | baríton   | Valentí Capdevila                              |
| La veu d'un pastor                         | tenor     | Francesc Torra                                 |

## Enregistraments
Enregistrada el 1968 per EDIGSA dins l'Antologia Històrica de la Música Catalana per Anna Ricci, Bartomeu Bardagí, Raimon Torres i Francesca Callao, entre d'altres, gravació reeditada en CD el 2008 per PICAP. El 2008 s'ha editat una nova versió enregistrada per Harmonia Mundi sota direcció d'Antoni Ros Marbà amb les veus de Núria Rial, Marisa Martins, David Alegret, Joan Cabero i altres. 	